# Yuni, Hokkaidō
Yuni (由仁町 Yuni-chō) là thị trấn thuộc huyện Yūbari, phó tỉnh Sorachi, Hokkaidō, Nhật Bản. Tính đến ngày 1 tháng 10 năm 2020, dân số ước tính thị trấn là 4.822 người và mật độ dân số là 36 người/km2. Tổng diện tích thị trấn là 133,86 km2.